# El Coronil
El Coronil ist eine Gemeinde in der Provinz Sevilla in Spanien mit 4.697 Einwohnern (Stand: 2024). Sie liegt in der Comarca Bajo Guadalquivir.

## Geografie
Die Gemeinde wird vom Fluss Guadalete durchquert. Sie grenzt an Algodonales, Arahal, Montellano, Puerto Serrano, Utrera und Villamartín.

## Geschichte
Die ältesten Funde in der Gemeinde stammen aus der Kupfer- und aus der Bronzezeit. Hier bestand eine keltiberische Stadt namens Salpensa. In der Römerzeit wurde die Siedlung ein Ort mit dem Recht seine eigenen Münzen zu prägen. Der moderne Ort geht auf eine Wiederbesiedlung aus der Zeit von Johann I. zurück.

## Sehenswürdigkeiten
- Burg Castillo de las Aguzaderas
- Burg Castillo de El Coronil
- Kirche Nuestra Señora de los Remedios
- Kirche Nuestra Señora de Consolación.